# Karl Mueller
Karl Mueller, född 27 juli 1963 i Minneapolis, död 17 juni 2005 i Minneapolis, var basist i rockgruppen Soul Asylum. Han avled i cancer, och efterträddes i gruppen av Tommy Stinson.